# خاره‌چسب پاسیاه
خاره‌چسب پاسیاه (نام علمی: Cellana exarata) نام یک گونه از راسته باستان‌شکم‌پاسانان است.